# 4-STiCKS
4-STiCKS（フォースティックス）は、日本のロックバンド。

## 概要
1996年にエピックソニーよりメジャーデビューするが、契約切れを機に解散。2000年にboiceとして復活（2002年に活動休止）。2012年から再び4-STiCKSとして活動中。

## 沿革
- 1991年 - 東京、新宿ロフトにて結成（当時のバンド名はBOICE）。
  - 大阪市生野区から上京して来た、南野信吾（Vo）、高田佳秀（G）、小西高嗣（Dr）の3人は生野中学校の同級生。高校時代に結成したBOICEをベース不在のまま東京に上京。サラリーマン時代を経て1991年3月に南野が新宿ロフトでバイトを始めたのを切っ掛けに始動する。その後、高田も新宿ロフトにてバイトを始める。
- 1992年 - 新宿LOFTを拠点に活動開始。5月16日BOICEとして初のライブを行う。
  - この時から、ベースはホテルでのバイト時代の親友”河瀬真”に1年俺にくれと南野が河瀬の家に通い無理矢理ベーシストとしてステージに立たせる。（河瀬自身、高校の頃に少し弾いた程度だった）最初は、下北沢シェルターの昼の部オーディションに出演。客は5人新宿ロフトの先輩たち。見事にオーディションに落ちる。実力不足の判断。その後、新宿ロフトの昼の部オーディションも受ける。当然、落ちる。スタジオ練習に励み始めるが、ドラム小西との音楽性の違いで小西脱退。続いて、河瀬も脱退。南野、高田の2人なる。途方にくれながらも、新宿ロフトのバイトに無理矢理引き込んだ平田博信（exMothers/Swinging Popsicle）にサポートを依頼。同時にバンドメンバーだった高橋浩司（exMothers/PEALOUT/HARRIS）もドラムサポート。何度かライブを行う。この頃、新宿ロフトでライブをやっていたG.D.FLICKERSのJOEに南野が気に入られ師弟関係となる。その紹介で知り合ったのが、THE VALENTZのベース、柳沼宏孝である。柳沼の友人、三田村も元THE VALENTZのドラムであった。
- 1993年 - 自らの主催イベント「NEW ROMANTIC NITE」を精力的に行う。
  - この年から、新宿ロフトの店長であった小林茂明がロフトの社長業に専念するのと同時にプロダクション業務などもやり始める。そこに、BOICEも組み込んでもらうようになる。演奏能力、表現力の向上により徐々に集客が増え始める。新宿ロフト主催のイベント等に精力的に出演、この年の夏に翌年のワンマンライブを決める。ファンクラブを発足させ、2か月に1回の会報（無料）を発行し発送を始める。
- 1994年 - 7月7日新宿LOFTにてBOICE初のワンマンライブを行う。10月SINGLE CD を限定発売。東名阪ツアーを行う。
  - 新宿ロフトが抱えるアーティストと正式になり、新宿ロフト、下北沢シェルターを中心にライブを展開。無料配布のテープ、ライブDVDの販売などを行い、ワンマン月に初めて、ルーフトップの表紙を飾る。その頃から、動員が飛躍的に増え始める。
- 1995年 - 2度目のツアー、新宿LOFTでのマンスリーワンマンライブを行い、より動員数を増やしていく。
  - 8月5日、日清パワーステーションのイベント「SATURDAY NIGHT R&R SHOW」に出演。ここでバンド名を"BOICE"から"4-STiCKS"と改名。
- 1996年
  - 3月1日 - 1st SINGLE "I wish you" で4-STiCKSメジャーデビュー。4月10日、日清パワーステーションにてワンマンライブを行い500人を動員。
  - 6月21日 2nd SINGLE "see your smile" リリース。7月21日 1st ALBUM "STICK IT OUT!" リリース。発売記念として「STICK IT OUT! 」TOURを行い、ALBUM発売の翌日には2回目となる日清パワーステーションでのワンマンライブを行う。
- 1997年 - 4-STiCKSとしての活動に終止符を打つ。
- 2000年 - バンド名を "boice" と改め活動再開。その後、ソロとして定期的にライブを行う。
- 2002年 - "billion" 結成。3月21日新宿URGAにて、1st ライブを行う。SINGLE"GROWRY MY LIFE!" (billion)とALBUM "LOVE SONGS" (ソロ)を発売。7月6日新宿URGAにて、ソロでアコースティックのイベントに出演。活動休止。
- 2012年 - 南野が逝去。4-STiCKSとしての活動を再開。
- 2016年 - In the Soupの中尾諭介をゲストボーカルに迎えての活動形態を開始。毎年、MINAMINO ROCK FESTIVALで追悼ライブを行っている。

## メンバー
- ボーカル - 南野信吾
  - 解散後、BILLIONとして不定期ながらバンド活動を行っていたほか、インディーズレーベルであるGEORIDEの音楽プロデューサーを務め、ニトロプラスなどの作品の音楽を多数手がけた[1][2]。2012年6月10日に大阪心斎橋通り魔殺人事件に巻き込まれ死亡した[1][2][3]。
- ギター - 高田佳秀（現在は不動産業界で働いている）
- ベース - 柳沼宏孝
- ドラム - 三田村昇
- ゲストボーカル - 中尾諭介（ In the Soup）

### 関連する人物
初期メンバー
- ドラム - 小西高嗣
- ベース - 河瀬真

サポートメンバー
- ベース - 平田博信
- ドラム - 高橋浩司
- ベース - 岡峰光舟
- ドラム - 坂巻聰
- ギター - KANZI
- ドラム - ショート